# Тонкие змеи
Тонкие змеи, или попугайные змеи (лат. Leptophis) — род змей семейства ужеобразных.
Виды рода распространены в Центральной и Южной Америке.

## Классификация
В составе рода выделяют 10 видов:
- Leptophis ahaetulla — бежука, или обыкновенная попугайная змея
- Leptophis cupreus — медно-красная попугайная змея, или тонкая змея Копа
- Leptophis depressirostris — атлантическая попугайная змея
- Leptophis diplotropis — попугайная змея Гюнтера
- Leptophis mexicanus — мексиканская тонкая змея
- Leptophis modestus — скромная попугайная змея
- Leptophis nebulosus — дымчатая попугайная змея
- Leptophis riveti — колумбийская попугайная змея
- Leptophis santamartensis
- Leptophis stimsoni